# روحیه‌خانم
امةالبهاء روحیه‌خانم (۸ اوت ۱۹۱۰ – ۱۹ ژانویهٔ ۲۰۰۰) با نام اصلی مری ساترلند ماکسول در نیویورک به دنیا آمد ولی در مونترال بزرگ شد. او همسر شوقی افندی بود، کسی که از ۱۹۲۱ تا ۱۹۵۷ میلادی ولایت امر آیین بهائی را به عهده داشت. مری ماکسول توسط شوقی افندی به مقام ایادی امرالله منصوب شد و نقش مهمّی را در سرپرستی جامعهٔ بهائی بین سال‌های ۱۹۵۷ تا ۱۹۶۳ میلادی ایفا نمود.
او از نوجوانی ناطقی برجسته بود و غالباً علیه تعصّب و نژادپرستی سخنرانی می‌کرد. همچنین از جوانی نویسنده‌ای توانا بود و تألیفاتی از او به چاپ رسید، از جمله «نسخه‌ای برای زندگی» و «گوهر یکتا».
پس از درگذشت شوقی افندی در سال ۱۹۵۷ میلادی، برای بهائیان او تنها بازماندهٔ منسوب به خاندان عبدالبهاء محسوب می‌شد. عبدالبهاء پسر ارشد بهاءالله بنیان‌گذار آیین بهائی و همچنین جانشین وی از ۱۸۹۲ تا ۱۹۲۱ میلادی بود.

## کودکی و نوجوانی
روحیّه‌خانم در ۸ اوت ۱۹۱۰ در نیویورک به دنیا آمد. پدر او، یعنی ویلیام ساترلند ماکسوِل، یک آرشیتکت برجسته بود. او و همسرش مِی ماکسوِل در مونترآل، مرکز کبک، خانواده‌ای سرشناس بودند. مری از طرف پدر، اصل اسکاتلندی و از طرف مادر، تبار انگلیسی داشت. در سال ۱۹۱۲ میلادی، عبدالبهاء از کانادا بازدید کرد و در منزل خانوادهٔ ماکسوِل اقامت داشت. وی در آنجا برای اولّین بار مری را که در آن زمان کودکی دوساله بود ملاقات کرد و علاقهٔ بسیار زیادی را نسبت به این کودک از خود نشان داد و او را «جوهر ملاحت» خواند.
مادر مری تصمیم گرفت که دخترش را گرفتار روش‌های سنّتی آموزش و پرورش کشورش نکند، بنابراین او، اوّلین مدرسهٔ مونته سوری در کانادا را تأسیس کرد و مری در این مدرسه مشغول به تحصیل شد. مری جوان شروع به خواندن و نوشتن کرد و در اوقات فراغت به نوشتن شعر، داستان و نمایشنامه می‌پرداخت. همچنین او زبان‌های انگلیسی، فرانسه، آلمانی و زبان فارسی را فراگرفت و این زبان‌ها را به خوبی صحبت می‌کرد. او در جوانی دو بار برای زیارت به مرکز جهانی بهائی در فلسطین سفر نمود. اوّلین بار به همراه مادرش و دومّین بار، زمانی که شانزده ساله بود به همراه یکی از دوستان مادرش. در این سفرها بود که او برای اولّین بار شوقی افندی را که در آن زمان ولی امر آئین بهائی بود، ملاقات نمود. بعد از این مسافرت‌ها، او در بسیاری از فعّالیّت‌های جوانان جامعهٔ بهائی شرکت کرد و برای تبلیغ آیین بهائی به بسیاری از نقاط جهان سفر نمود.
او در جوانی به بسیاری از فعّالیّت‌های مربوط به جوانان جامعهٔ بهائی مشغول بود. در پانزده سالگی عضو کمیتهٔ اجرایی همراهی جوانان کانادایی برای صلح شد و همچنین در انجمن محلّی برابری نژادی عضویّت داشت. مِری ماکسول در بیست و یک سالگی به عضویّت شورای اداری محلّی بهائیان مونترآل یعنی محفل روحانی محلّی آن شهر برگزیده شد. روحیّه‌خانم به شدّت درگیر مسائل مربوط به محیط زیست بود و یکی از بنیان‌گذاران سازمان اتّحاد ادیان و حفاظت از محیط زیست بود.

### عزیمت به اروپا
مری ماکسول در جوانی اشتیاق زیادی نسبت به فراگیری زبان اسپانیایی ابراز کرده بود و تصمیم داشت به اسپانیا مهاجرت کند ولی این تصمیم به علّت جنگ داخلی اسپانیا عملی نشد. مری به اتّفاق عموزاده‌اش در ۱۹۳۵ میلادی آلمان را برای زندگی انتخاب کرد و این تصمیم مورد تأیید شوقی افندی نیز واقع شد. شوقی افندی مری را به تقویّت جامعهٔ نوپای بهائیان آلمان تشویق کرد. مری جوان چنان در فرهنگ آلمانی جذب شد که لباس‌های سنتّی آنان را می‌پوشید و زبان آلمانی را طوری فراگرفت که می‌توانست به‌خوبی به آن زبان صحبت کند.
در آلمان بود که مری دعوتنامه‌ای برای خودش و مادرش از طرف شوقی افندی، برای زیارت، دریافت کرد. آن‌ها این دعوت را پذیرفتند. در ابتدا آن‌ها قصد داشتند از طریق کشورهای بالکان سفر کرده و بهائیان آن مناطق را ملاقات کنند ولی آشوب و ناآرامی در آن کشورها، آن‌ها را مجبور کرد که مستقیم، وارد حیفا شوند.

## ازدواج
مری ماکسول در ۲۴ مارس ۱۹۳۷ در۲۶ سالگی با شوقی ربانی ازدواج کرد و این ازدواج با یک مراسم بسیار ساده برگزار شد. در این زمان بود که شوقی ربانی به ایشان لقب «اَمَةُ البَهاء روحیّه خانم» داد.
روحیه‌خانم در ابتدا برای وفق دادن خود با خانهٔ جدیدش کمی دچار مشکل بود و اوقاتی بود که احساس تنهایی و غربت می‌نمود. بنا به تشویق شوقی افندی او شروع به خواندن انجیل و قرآن کرد و همزمان به یادگیری زبان فارسی نیز پرداخت و بعد از آن توانست این زبان را به خوبی صحبت کند.
یک سال بعد از ازدواجشان، او در نامه‌ای که برای مادرش فرستاد چنین نوشت «اگر از من بپرسند که مدار و محور زندگی تو چیست؟ باید بگویم شوقی افندی». این زوج به تدریج همدم و همراه همیشگی یکدیگر شدند و شوقی افندی همسر خود را گاهی به عنوان «سپر» یا «همراه» یا «همکار خستگی‌ناپذیر» توصیف می‌کند. شوقی افندی و روحیّه‌خانم هرگز صاحب فرزند نشدند.

## برخی مسئولیّت‌ها
تقریباً بلافاصله پس از ازدواج، روحیّه‌خانم به‌عنوان منشی ولی امرالله مشغول به خدمت شد و سپس بین سال‌های ۱۹۴۱ تا ۱۹۵۷ میلادی، منشی مخصوص وی به زبان انگلیسی بود. او در سال ۱۹۵۱ برای عضویّت در شورای بین‌المللی بهائی برگزیده شد که این شورا یک نهاد اداری آیین بهائی بود و به عنوان مقدّمهٔ تشکیل بیت‌العدل اعظم ایجاد گردید تا به عنوان رابطی میان شورا و شوقی افندی عمل نماید. روحیه‌خانم بعدها در ۲۶ مارس ۱۹۵۲ میلادی به مقام ایادی امرالله منصوب گردید. این مقام برجسته‌ای در خدمت به آیین بهائی بود که از آن طریق وی به موضوعاتی همچون گسترش و تقویّت آیین بهائی رسیدگی می‌کرد.
پس از درگذشت شوقی افندی در سال ۱۹۵۷ میلادی، او آخرین حلقهٔ اتّصال بهائیان به خاندان عبدالبهاء محسوب می‌گردید. عبدالبهاء پسر ارشد بهاءالله مؤسّس آیین بهائی بود که از ۱۸۹۲ تا ۱۹۲۱ مسئولیّت ادارهٔ جامعهٔ بهائی را به عهده داشت.

## دورهٔ سرپرستی ایادیان امرالله
در ۱۹۵۷ میلادی، شوقی افندی درگذشت. او جانشینی برای خود تعیین نکرده بود. روحیّه‌خانم به همراه ۲۷ نفر دیگر از ایادیان امرالله، سرپرستی جامعهٔ بهائی را به‌طور موقّت برای شش سال و تا پیش از تاریخی که برای انتخابات بیت‌العدل اعظم پیش‌بینی شده بود، یعنی ۱۹۶۳ میلادی، به عهده گرفتند. ایادیان، ۹ نفر را از میان خود انتخاب کردند تا در مرکز جهانی بهائی امور اداری را سامان دهند و روحیه‌خانم از جمله این افراد منتخب بود. بلافاصله بعد از تشکیل بیت‌العدل اعظم در سال ۱۹۶۳ میلادی، این نه نفر منتخب ایادیان، که سرپرستی موقّت بهائیان جهان را عهده‌دار بودند، به کار خود پایان دادند.

## سفرها
روحیّه‌خانم از سال ۱۹۵۷ میلادی تا پایان عمر، به بیش از ۱۸۵ کشور و سرزمین مسافرت نمود و با میلیون‌ها بهائی در سراسر جهان همکاری کرد، او همچنین اعضای بومی جوامع بهائی را به مشارکت در امور جامعهٔ جهانی بهائی تشویق می‌نمود. وی به کشورها و جزایر کوچک بسیاری سفر کرد و بعضی از این سفرها شامل اقامت‌های طولانی‌تر بود. در طول چهار سال ۵۸۰۰۰ کیلومتر را در میان صحرای آفریقا با یک لندرور پیمود و از ۳۴ کشور دیدن کرد که در ۱۹ کشور مورد پذیرایی رؤسای دولتی قرار گرفت. او در سفری دیگر، در مدت زمان هفت ماه، از نزدیک به ۳۰ کشور در آسیا و جزایر اقیانوس آرام دیدن نمود. از ژانویه تا مارس ۱۹۷۰ میلادی، از شرق تا غرب آفریقا را پیمود، در حالی که دو سوّم مسیر را شخصاً رانندگی می‌کرد. بسیاری از جوامع را در این کشورها ملاقات نمود و با افراد و مؤسّسات، چه بهائی و چه مدنی دیدار کرد.
از سال ۱۹۷۵ تا ۱۹۷۶ میلادی با قایق به انشعابات رودخانه آمازون در برزیل سفر کرد و همچنین از دامنهٔ کوه‌های مرتفع پرو و بولیوی دیدن نمود و در مدّت زمان شش ماه، ۳۶ گروه از اقوام مختلف توسط او ملاقات شدند.
او در طی این سفرها از طرف رؤسای حکومت و دولتمردان زیر مورد دعوت و پذیرایی قرار گرفت:
هایله سلاسی، امپراتور اتیوپی، مالیتوآ تانومافیلی دوم، پادشاه ساموآی غربی، ایندیرا گاندی، نخست‌وزیر هند، فلیکس هوفریت- بوینی، رئیس‌جمهور ساحل عاج، کارلوس منعم، رئیس‌جمهور آرژانتین، ادوارد سیگا، نخست‌وزیر جامائیکا و خاویر پرز دکوئیار، دبیرکل سازمان ملل متحد.

## درگذشت
روحیّه‌خانم در ۱۹ ژانویهٔ ۲۰۰۰ در سنّ ۸۹ سالگی در حیفا درگذشت و آرامگاه او در مرکز جهانی بهائی واقع است.

## آثار و نوشته‌ها
روحیّه‌خانم نویسنده نیز بود. او کتب متعدّدی به رشتهٔ تحریر درآورد. از جمله:
گوهر یکتا، که زندگی‌نامهٔ شوقی افندی است. بیست و پنج سال ولایت، دستورالعمل زندگی، که دربارهٔ به‌کارگیری اصول روحانی در زندگی فردی است.
وی ویراستار کتاب هم بود و همچنین دو فیلم بلند مستند نیز تهیّه نمود به نام‌های «سفر نورانی سبز» و «زیارت».